# Gustav Mankel
Gustav Ludwig Mankel (* 28. Juli 1907 in Fuhr, Gemeinde Mühlinghausen, ab 1923: Milspe, seit 1949: Ennepetal; † 22. April 1987 in Breckerfeld) war ein neuapostolischer Geistlicher, Lieddichter und Komponist.

## Leben und Wirken
Mankel war über 25 Jahre Leiter des Kirchenbezirks Iserlohn und während dieser Zeit für sieben Jahre zusätzlich als Bezirksältester (Leiter eines Kirchenbezirks der Neuapostolischen Kirche) in Köln tätig. 
Er schrieb und bearbeitete zahlreiche Liedertexte für den gottesdienstlichen Gebrauch.

## Lieder (Auswahl)
- Wie lange willst du zaudern
- Licht der Welt
- O Jesu du seligste Ruh
- Ich halte mich, Herr, zu deinem Altar
- Ich liebe, Herr, dein Reich
- Allein Gott in der Höh’ sei Ehr
- Gib mir zu trinken
- Liebe Seel’, laß Gott nur walten